# Atherinason hepsetoides
Atherinason hepsetoides är en fiskart som först beskrevs av Richardson, 1843.  Atherinason hepsetoides ingår i släktet Atherinason och familjen silversidefiskar. Inga underarter finns listade.